# Hart Memorial Trophy

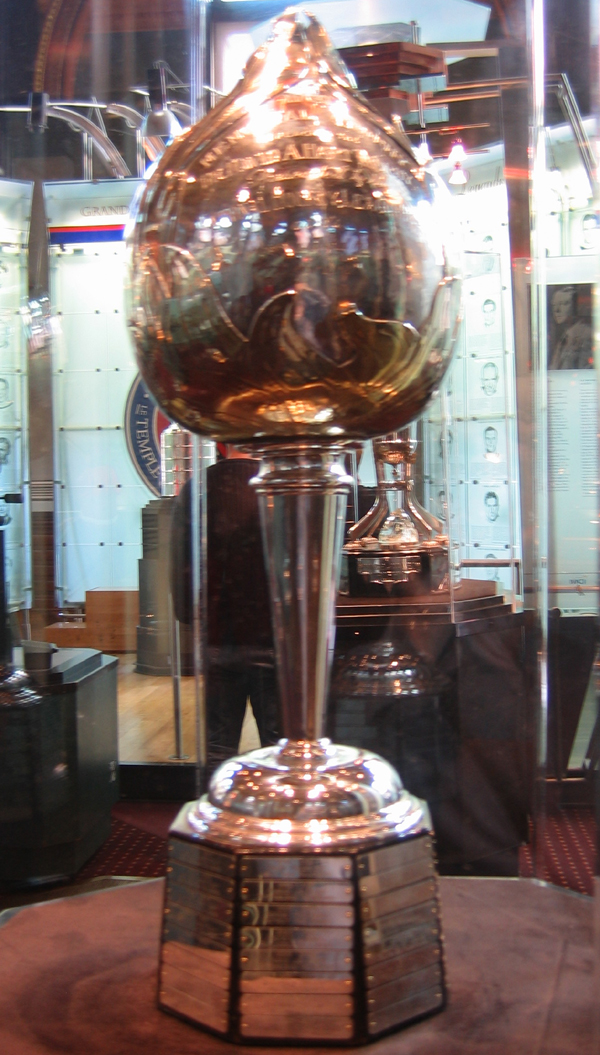
Die Hart Memorial Trophy in der Hockey Hall of Fame in Toronto

 Die Hart Memorial Trophy ist eine Eishockey-Trophäe in der National Hockey League. Sie wird jährlich an den wertvollsten Spieler während der regulären Saison in der NHL von der Professional Hockey Writers’ Association verliehen.

## Geschichte
Die Trophäe wurde von Dr. David Hart, dem Vater von Cecil Hart, einem ehemaligen Trainer und Manager der Montréal Canadiens, gestiftet. 1960 wurde die ursprüngliche Trophäe mit dem Namen Hart Trophy durch die heutige Hart Memorial Trophy ersetzt. Die alte Hart Trophy erhielt einen Platz in der Hockey Hall of Fame.
Rekordgewinner ist Wayne Gretzky, der die Trophäe insgesamt neunmal gewann, acht davon in Folge. Kein anderer Athlet in den vier großen Sportligen Nordamerikas (MLB, NBA, NFL und NHL) konnte eine MVP-Auszeichnung häufiger gewinnen.
Dominik Hašek ist der einzige Torhüter, der die Trophäe zweimal gewinnen konnte. Nur sieben weitere Torhüter wurden als wertvollster Spieler ausgezeichnet.
Die Spieler der Montréal Canadiens haben mit 17 Trophäen mehr als jedes andere Team gewonnen. Gefolgt werden sie von den Edmonton Oilers mit 13 und den Boston Bruins mit 12 Auszeichnungen.
Joe Thornton war 2005/06 der erste Spieler in der Geschichte der NHL, der während der Saison, in der er ausgezeichnet wurde, die Mannschaft wechselte. Er spielte in der Saison erst für die Boston Bruins, ehe er zu den San Jose Sharks transferiert wurde.
2000 und 2002 fiel die Wahl zum wertvollsten Spieler sehr knapp aus. Chris Pronger lag im Jahr 2000 am Ende mit nur einem Punkt vor Jaromír Jágr und 2002 erhielten José Théodore und Jarome Iginla die gleiche Punktzahl. Theodore gewann schließlich die Trophäe, da ihn 86 Journalisten auf den ersten Platz gewählt hatten, während es bei Iginla nur 82 waren.
2020 gewann mit Leon Draisaitl erstmals ein Deutscher die Trophäe.

## Liste der Gewinner
Die Zahl in Klammern hinter dem Spieler gibt die Anzahl der Auszeichnungen zum jeweiligen Zeitpunkt an. Gelblich unterlegte Spieler waren während der vergangenen Saison 2024/25 in der NHL aktiv.
Position: C = Center, LW = Linker Flügel, RW = Rechter Flügel, D = Verteidiger, G = Torwart
| Jahr | Spieler                  | Team                  | Position              |
| ---- | ------------------------ | --------------------- | --------------------- |
| 2025 | Connor Hellebuyck        | Winnipeg Jets         | G                     |
| 2024 | Nathan MacKinnon         | Colorado Avalanche    | C                     |
| 2023 | Connor McDavid (3)       | Edmonton Oilers       | C                     |
| 2022 | Auston Matthews          | Toronto Maple Leafs   | C                     |
| 2021 | Connor McDavid (2)       | Edmonton Oilers       | C                     |
| 2020 | Leon Draisaitl           | Edmonton Oilers       | C                     |
| 2019 | Nikita Kutscherow        | Tampa Bay Lightning   | RW                    |
| 2018 | Taylor Hall              | New Jersey Devils     | LW                    |
| 2017 | Connor McDavid           | Edmonton Oilers       | C                     |
| 2016 | Patrick Kane             | Chicago Blackhawks    | RW                    |
| 2015 | Carey Price              | Montréal Canadiens    | G                     |
| 2014 | Sidney Crosby (2)        | Pittsburgh Penguins   | C                     |
| 2013 | Alexander Owetschkin (3) | Washington Capitals   | RW                    |
| 2012 | Jewgeni Malkin           | Pittsburgh Penguins   | C                     |
| 2011 | Corey Perry              | Anaheim Ducks         | RW                    |
| 2010 | Henrik Sedin             | Vancouver Canucks     | C                     |
| 2009 | Alexander Owetschkin (2) | Washington Capitals   | LW                    |
| 2008 | Alexander Owetschkin     | Washington Capitals   | LW                    |
| 2007 | Sidney Crosby            | Pittsburgh Penguins   | C                     |
| 2006 | Joe Thornton             | San Jose Sharks       | C                     |
| 2005 | Saison wurde abgesagt    | Saison wurde abgesagt | Saison wurde abgesagt |
| 2004 | Martin St. Louis         | Tampa Bay Lightning   | RW                    |
| 2003 | Peter Forsberg           | Colorado Avalanche    | C                     |
| 2002 | José Théodore            | Montréal Canadiens    | G                     |
| 2001 | Joe Sakic                | Colorado Avalanche    | C                     |
| 2000 | Chris Pronger            | St. Louis Blues       | D                     |
| 1999 | Jaromír Jágr             | Pittsburgh Penguins   | RW                    |
| 1998 | Dominik Hašek (2)        | Buffalo Sabres        | G                     |
| 1997 | Dominik Hašek            | Buffalo Sabres        | G                     |
| 1996 | Mario Lemieux (3)        | Pittsburgh Penguins   | C                     |
| 1995 | Eric Lindros             | Philadelphia Flyers   | C                     |
| 1994 | Sergei Fjodorow          | Detroit Red Wings     | C                     |
| 1993 | Mario Lemieux (2)        | Pittsburgh Penguins   | C                     |
| 1992 | Mark Messier (2)         | New York Rangers      | C                     |
| 1991 | Brett Hull               | St. Louis Blues       | RW                    |
| 1990 | Mark Messier             | Edmonton Oilers       | C                     |
| 1989 | Wayne Gretzky (9)        | Los Angeles Kings     | C                     |
| 1988 | Mario Lemieux            | Pittsburgh Penguins   | C                     |
| 1987 | Wayne Gretzky (8)        | Edmonton Oilers       | C                     |
| 1986 | Wayne Gretzky (7)        | Edmonton Oilers       | C                     |
| 1985 | Wayne Gretzky (6)        | Edmonton Oilers       | C                     |
| 1984 | Wayne Gretzky (5)        | Edmonton Oilers       | C                     |
| 1983 | Wayne Gretzky (4)        | Edmonton Oilers       | C                     |
| 1982 | Wayne Gretzky (3)        | Edmonton Oilers       | C                     |
| 1981 | Wayne Gretzky (2)        | Edmonton Oilers       | C                     |
| 1980 | Wayne Gretzky            | Edmonton Oilers       | C                     |
| 1979 | Bryan Trottier           | New York Islanders    | C                     |
| 1978 | Guy Lafleur (2)          | Montréal Canadiens    | RW                    |
| 1977 | Guy Lafleur              | Montréal Canadiens    | RW                    |
| 1976 | Bobby Clarke (3)         | Philadelphia Flyers   | C                     |
| 1975 | Bobby Clarke (2)         | Philadelphia Flyers   | C                     |
| 1974 | Phil Esposito (2)        | Boston Bruins         | C                     |
| 1973 | Bobby Clarke             | Philadelphia Flyers   | C                     |
| 1972 | Bobby Orr (3)            | Boston Bruins         | D                     |
| 1971 | Bobby Orr (2)            | Boston Bruins         | D                     |
| 1970 | Bobby Orr                | Boston Bruins         | D                     |
| 1969 | Phil Esposito            | Boston Bruins         | C                     |
| 1968 | Stan Mikita (2)          | Chicago Blackhawks    | C                     |
| 1967 | Stan Mikita              | Chicago Blackhawks    | C                     |
| 1966 | Bobby Hull (2)           | Chicago Blackhawks    | LW                    |
| 1965 | Bobby Hull               | Chicago Blackhawks    | LW                    |
| 1964 | Jean Béliveau (2)        | Montréal Canadiens    | C                     |
| 1963 | Gordie Howe (6)          | Detroit Red Wings     | RW                    |
| 1962 | Jacques Plante           | Montréal Canadiens    | G                     |
| 1961 | Bernie Geoffrion         | Montréal Canadiens    | RW                    |
| 1960 | Gordie Howe (5)          | Detroit Red Wings     | RW                    |
| 1959 | Andy Bathgate            | New York Rangers      | RW                    |
| 1958 | Gordie Howe (4)          | Detroit Red Wings     | RW                    |
| 1957 | Gordie Howe (3)          | Detroit Red Wings     | RW                    |
| 1956 | Jean Béliveau            | Montréal Canadiens    | C                     |
| 1955 | Theodore Kennedy         | Toronto Maple Leafs   | C                     |
| 1954 | Al Rollins               | Chicago Blackhawks    | G                     |
| 1953 | Gordie Howe (2)          | Detroit Red Wings     | RW                    |
| 1952 | Gordie Howe              | Detroit Red Wings     | RW                    |
| 1951 | Milt Schmidt             | Boston Bruins         | C                     |
| 1950 | Chuck Rayner             | New York Rangers      | G                     |
| 1949 | Sid Abel                 | Detroit Red Wings     | C                     |
| 1948 | Buddy O’Connor           | New York Rangers      | C                     |
| 1947 | Maurice Richard          | Montréal Canadiens    | RW                    |
| 1946 | Max Bentley              | Chicago Blackhawks    | C                     |
| 1945 | Elmer Lach               | Montréal Canadiens    | C                     |
| 1944 | Babe Pratt               | Toronto Maple Leafs   | D                     |
| 1943 | Bill Cowley (2)          | Boston Bruins         | C                     |
| 1942 | Tommy Anderson           | Brooklyn Americans    | D                     |
| 1941 | Bill Cowley              | Boston Bruins         | C                     |
| 1940 | Ebbie Goodfellow         | Detroit Red Wings     | D                     |
| 1939 | Toe Blake                | Montréal Canadiens    | LW                    |
| 1938 | Eddie Shore (4)          | Boston Bruins         | D                     |
| 1937 | Babe Siebert             | Montréal Canadiens    | D                     |
| 1936 | Eddie Shore (3)          | Boston Bruins         | D                     |
| 1935 | Eddie Shore (2)          | Boston Bruins         | D                     |
| 1934 | Aurèle Joliat            | Montréal Canadiens    | LW                    |
| 1933 | Eddie Shore              | Boston Bruins         | D                     |
| 1932 | Howie Morenz (3)         | Montréal Canadiens    | C                     |
| 1931 | Howie Morenz (2)         | Montréal Canadiens    | C                     |
| 1930 | Nels Stewart (2)         | Montreal Maroons      | C                     |
| 1929 | Roy Worters              | New York Americans    | G                     |
| 1928 | Howie Morenz             | Montréal Canadiens    | C                     |
| 1927 | Herb Gardiner            | Montréal Canadiens    | D                     |
| 1926 | Nels Stewart             | Montreal Maroons      | C                     |
| 1925 | Billy Burch              | Hamilton Tigers       | C                     |
| 1924 | Frank Nighbor            | Ottawa Senators       | C                     |

## Ranglisten

### Spieler
- Platz: Nennt die Platzierung des Spielers (nur Spieler mit mindestens zwei Auszeichnungen) innerhalb dieser Rangliste. Diese wird durch die Anzahl der Titel bestimmt. Bei gleicher Anzahl von Titeln wird alphabetisch sortiert.
- Name: Nennt den Namen des Spielers.
- Anzahl: Nennt die Anzahl der errungenen Auszeichnungen.
- Jahre: Nennt die Spielzeiten, in denen der Spieler ausgezeichnet wurde.

| Platz | Name               | Anzahl | Jahre                                                |
| ----- | ------------------ | ------ | ---------------------------------------------------- |
| 1.    | Wayne Gretzky      | 9      | 1980, 1981, 1982, 1983, 1984, 1985, 1986, 1987, 1989 |
| 2.    | Gordie Howe        | 6      | 1952, 1953, 1957, 1958, 1960, 1963                   |
| 3.    | Eddie Shore        | 4      | 1933, 1935, 1936, 1938                               |
| 4.    | Bobby Clarke       | 3      | 1973, 1975, 1976                                     |
| 4.    | Mario Lemieux      | 3      | 1988, 1993, 1996                                     |
| 4.    | Connor McDavid     | 3      | 2017, 2021, 2023                                     |
| 4.    | Howie Morenz       | 3      | 1928, 1931, 1932                                     |
| 4.    | Bobby Orr          | 3      | 1970, 1971, 1972                                     |
| 4.    | Alexander Ovechkin | 3      | 2008, 2009, 2013                                     |
| 10.   | Jean Beliveau      | 2      | 1956, 1964                                           |
| 10.   | Bill Cowley        | 2      | 1941, 1943                                           |
| 10.   | Sidney Crosby      | 2      | 2007, 2014                                           |
| 10.   | Phil Esposito      | 2      | 1969, 1974                                           |
| 10.   | Dominik Hasek      | 2      | 1997, 1998                                           |
| 10.   | Bobby Hull         | 2      | 1965, 1966                                           |
| 10.   | Guy Lafleur        | 2      | 1977, 1978                                           |
| 10.   | Mark Messier       | 2      | 1990, 1992                                           |
| 10.   | Stan Mikita        | 2      | 1967, 1968                                           |
| 10.   | Nels Stewart       | 2      | 1926, 1930                                           |

### Teams
- Platz: Nennt die Platzierung des Teams innerhalb dieser Rangliste. Diese wird durch die Anzahl der Titel bestimmt. Bei gleicher Anzahl von Titeln wird alphabetisch sortiert.
- Name: Nennt den Namen des Teams.
- Anzahl: Nennt die Anzahl der durch Spieler dieses Teams errungenen Auszeichnungen.
- Jahre: Nennt die Spielzeiten, in denen ein Spieler des Teams ausgezeichnet wurde.

| Platz | Name                | Anzahl | Jahre                                                                                                |
| ----- | ------------------- | ------ | --- |
| 1.    | Montréal Canadiens  | 17     | 1927, 1928, 1931, 1932, 1934, 1937, 1939, 1945, 1947, 1956, 1961, 1962, 1964, 1977, 1978, 2002, 2015 |
| 2.    | Edmonton Oilers     | 13     | 1980, 1981, 1982, 1983, 1984, 1985, 1986, 1987, 1990, 2017, 2020, 2021, 2023                         |
| 3.    | Boston Bruins       | 12     | 1933, 1935, 1936, 1938, 1941, 1943, 1951, 1969, 1970, 1971, 1972, 1974                               |
| 4.    | Detroit Red Wings   | 9      | 1940, 1949, 1952, 1953, 1957, 1958, 1960, 1963, 1994                                                 |
| 5.    | Chicago Blackhawks  | 7      | 1946, 1954, 1965, 1966, 1967, 1968, 2016                                                             |
| 5.    | Pittsburgh Penguins | 7      | 1988, 1993, 1996, 1999, 2007, 2012, 2014                                                             |
| 7.    | New York Rangers    | 4      | 1948, 1950, 1959, 1992                                                                               |
| 7.    | Philadelphia Flyers | 4      | 1973, 1975, 1976, 1995                                                                               |
| 9.    | Washington Capitals | 3      | 2008, 2009, 2013                                                                                     |
| 9.    | Toronto Maple Leafs | 3      | 1944, 1955, 2022                                                                                     |
| 9.    | Colorado Avalanche  | 3      | 2001, 2003, 2024                                                                                     |
| 12.   | Buffalo Sabres      | 2      | 1997, 1998                                                                                           |
| 12.   | Montreal Maroons    | 2      | 1926, 1930                                                                                           |
| 12.   | St. Louis Blues     | 2      | 1991, 2000                                                                                           |
| 12.   | Tampa Bay Lightning | 1      | 2004, 2019                                                                                           |
| 16.   | Anaheim Ducks       | 1      | 2011                                                                                                 |
| 16.   | Brooklyn Americans  | 1      | 1942                                                                                                 |
| 16.   | Hamilton Tigers     | 1      | 1925                                                                                                 |
| 16.   | Los Angeles Kings   | 1      | 1989                                                                                                 |
| 16.   | New Jersey Devils   | 1      | 2018                                                                                                 |
| 16.   | New York Americans  | 1      | 1929                                                                                                 |
| 16.   | New York Islanders  | 1      | 1979                                                                                                 |
| 16.   | Ottawa Senators     | 1      | 1924                                                                                                 |
| 16.   | San Jose Sharks     | 1      | 2006                                                                                                 |
| 16.   | Vancouver Canucks   | 1      | 2010                                                                                                 |
| 16.   | Winnipeg Jets       | 1      | 2025                                                                                                 |

### Positionen
- Platz: Nennt die Platzierung der Position innerhalb dieser Rangliste. Diese wird durch die Anzahl der Titel bestimmt. Bei gleicher Anzahl von Titeln wird alphabetisch sortiert.
- Position: Nennt die Position.
- Anzahl: Nennt die Anzahl der Spieler auf dieser Position, die die Auszeichnung errungen haben.

| Platz | Name           | Anzahl |
| ----- | -------------- | ------ |
| 1.    | Center         | 53     |
| 2.    | Rechter Flügel | 18     |
| 3.    | Verteidiger    | 13     |
| 4.    | Torwart        | 9      |
| 5.    | Linker Flügel  | 7      |